# Puerto Nariño
Puerto Nariño là một khu tự quản thuộc tỉnh Amazonas, Colombia. Thủ phủ của khu tự quản Puerto Nariño đóng tại Puerto Nariño Khu tự quản Puerto Nariño có diện tích 1071 ki lô mét vuông. Đến thời điểm ngày 28 tháng 5 năm 2005, khu tự quản Puerto Nariño có dân số 4008 người.